# Isaac Monti
Isaac Monti (n. General Deheza, Córdoba, 30 de enero de 1998) es un futbolista argentino que se desempeña de defensor en Club de Gimnasia y Tiro de la Primera B Nacional.

## Trayectoria
El 9 de agosto de 2019 firmó un contrato a préstamo sin cargo y por un año con All Boys para integrar la plantilla profesional que disputó la Primera Nacional 2019-20.

## Clubes
| Club                | País      | Año         |
| ------------------- | --------- | ----------- |
| Boca Juniors        | Argentina | 2019        |
| All Boys            | Argentina | 2019 - 2020 |
| Boca Juniors        | Argentina | 2020 - 2022 |
| Bellinzona          | Suiza     | 2022 - 2023 |
| Estudiantes (RC)    | Argentina | 2024        |
| Gimnasia y Tiro (S) | Argentina | 2025 - Act. |